# Trans-2-デセノイル-アシル輸送タンパク質イソメラーゼ
trans-2-デセノイル-アシル輸送タンパク質イソメラーゼ(Trans-2-decenoyl-(acyl-carrier protein) isomerase、EC 5.3.3.14)は、以下の化学反応を触媒する酵素である。
trans-デサ-2-エノイル-アシル輸送タンパク質{\displaystyle \rightleftharpoons }cis-デサ-3-エノイル-アシル輸送タンパク質
従って、この酵素の基質はtrans-デサ-2-エノイル-アシル輸送タンパク質のみ、生成物はcis-デサ-3-エノイル-アシル輸送タンパク質のみである。
この酵素は異性化酵素、特にC=C結合を転移する分子内酸化還元酵素に分類される。系統名は、デセノイル-アシル輸送タンパク質 Δ2-trans-Δ3-cis-イソメラーゼ(decenoyl-[acyl-carrier-protein] Delta2-trans-Delta3-cis-isomerase)である。他に、beta-hydroxydecanoyl thioester dehydrase、trans-2-cis-3-decenoyl-ACP isomerase、trans-2,cis-3-decenoyl-ACP isomerase、trans-2-decenoyl-ACP isomerase、FabM等とも呼ばれる。